# Inconscientes (film)
Pour les articles homonymes, voir Inconscientes.
Pour plus de détails, voir Fiche technique et Distribution.
Inconscientes est un film espagnol réalisé par Joaquín Oristrell, sorti en 2004.

## Synopsis
En 1913 à Barcelone, Alma enceinte de neuf mois, rentre chez elle et découvre que son mari, León, un éminent psychiatre, s'apprête à fuir le domicile conjugal et son cabinet. Il revient d'une séance avec le Dr Sigmund Freud à Vienne qui l'a laissé désemparé.
Laissée seule avec son enfant, Alma décide de s'associer avec Salvador, le marie de sa sœur, également psychiatre, pour expliquer le mystère de départ de León.

## Fiche technique
- Titre : Inconscientes
- Réalisation : Joaquín Oristrell
- Scénario : Dominic Harari, Joaquín Oristrell, Teresa Pelegri
- Musique : Sergio Moure
- Photographie : Jaume Peracaula
- Montage : Miguel Ángel Santamaría
- Production : Mariela Besuievsky, Gerardo Herrero
- Société de production : Canal+ España, EMC Assets, Madragoa Filmes, Messidor Films, Televisió de Catalunya, Televisión Española, Tornasol Films
- Pays :  Espagne,  Allemagne,  Italie et  Portugal
- Genre : Comédie romantique
- Durée : 100 minutes
- Dates de sortie : 
  - Espagne : 27 août 2004

## Distribution
- Leonor Watling : Alma
- Luis Tosar : Salvador
- Mercedes Sampietro : Mme. Mingarro
- Juanjo Puigcorbé : Dr Mira
- Núria Prims : Olivia
- Àlex Brendemühl : Dr León Pardo
- Ana Rayo : Tórtola
- Marieta Orozco : Violeta

## Distinctions
Le film est nommé pour cinq prix Goya.